# Institute on Religion and Democracy
Das Institute on Religion and Democracy (IRD) ist ein überkonfessioneller Zusammenschluss von religiösen Rechten in den Vereinigten Staaten.  Seine Mitglieder kommen aus der Presbyterianischen Kirche, der Evangelisch-methodistischen Kirche, der Episkopalkirche, aber auch aus anderen evangelischen Kirchen, der Römisch-katholischen Kirche und der orthodoxen Kirchen.
Die Organisation fördert konservative Bewegungen innerhalb der Mainline-Kirchen und versucht, auf die Entscheidungsfindung von drei der Mainline-Kirchen – nämlich der Presbyterianischen Kirche, der Evangelisch-methodistischen Kirche, und der Episkopalkirche – Einfluss zu nehmen, Das Institut unterstellt den Leitungen dieser Kirchen schwerwiegende Probleme. Zu den Problemen zählen sie „die Verfolgung von radikalen politischen Agenden“, die „weder von der Schrift noch der christlichen Tradition“ zu rechtfertigen seien, sondern „linke Kreuzzüge“ darstellen: „Feminismus, Umweltbewusstsein, Multikulturalismus, revolutionärer Sozialismus, sexuelle Befreiung, etc.“  Das IRD steht auch dem Nationalen Kirchenrat und dem Ökumenischen Rat der Kirchen kritisch gegenüber, da auch diese seiner Meinung nach zu liberal seien, und vertritt stattdessen konservative Wertvorstellungen.

## Geschichte und Ausrichtung
Das IRD wurde 1981 von christlichen, neo-konservativen Intellektuellen wie Michael Novak, Richard John Neuhaus und Penn Kemble gegründet. Nach eigener Aussage sollte die Stiftung Ausbildung zur Demokratie fördern, und eine Finanzierungsorganisation der Coalition for a Democratic Majority sein. Es sollte ein Gegengewicht zu progressiven christlichen Organisationen wie dem Nationalen Kirchenrat und dem Ökumenischen Rat der Kirchen darstellen. Das IRD stellte sich unter anderem gegen die lateinamerikanische Befreiungstheologie und unterstützte die Politik der Reagan-Regierung in Mittelamerika durch eine aggressive Medienkampagne. Es beschuldigte führende kirchliche Vertreter, sich für marxistische Ziele einzusetzen, und setzte sich seinerseits für eine Erhöhung des Militärhaushalts, eine interventionistische Außenpolitik sowie für die Einschränkung der Rechte von Schwulen und Lesben ein. Diese Politik versteht es als „Erneuerung der demokratischen Gesellschaft“ (so die institutseigene Website) im In- und Ausland.

## Leitung und Finanzierung
Das Institute on Religion and Democracy hat nach eigenen Aussagen etwa 2500 Mitglieder und stand 2020 unter der Leitung des Chairman Dr. Paul Marshall. Die Mittel für seine Arbeit bezieht das Institut aus einer Vielzahl von Stiftungen und diversen Einkünften. Im Jahr 1982 verfügte es über einen Haushalt von ca. 350.000 US$, ca. 200.000 US$ davon stammten aus dem Scaife Family Charitable Trusts/Scaife Foundations des konservativen US-Amerikaners Richard Mellon Scaife. Weitere Finanzierung erfolgt durch die Familie Coors und ihr Brauereivermögen.

## Kritik
Kritiker (sowohl christliche als auch nichtchristliche) beschreiben die Politik des Instituts als nationalistisch, homophob, sexistisch und rassistisch. In ihrem Buch The Neo-conservative Offensive zählt Ana Maria Ezcurra zu den Zielen des IRD den Abbau der Legitimation der derzeitigen Kirchenleitungen und die Auslösung von Schismen in kircheninternen Gremien. Manche meinen, in dem Verhalten des mit dem IRD eng verbundenen American Anglican Council eine Bestätigung von Ezcurras Theorien zu finden. Auch Peter Steinfels, der Redakteur der unabhängigen, römisch-katholischen Zeitschrift Commonweal, warf dem Institut Doppelzüngigkeit vor, da es seine eigene politische Agenda im Namen eines allgemeinen Christentums voranbrachte.  Steinfels argumentierte weiter, das IRD habe "ein Arsenal vager und beschädigender Behauptungen" hergestellt, die geeignet seien, "ein breites Spektrum der Kirchenführung zu verleumden."
Das Institut war auch gegen den African National Congress und kritisierte das Engagement des Weltkirchenrats im Kampf gegen die Apartheid ebenfalls als ein Zeichen für die linke Tendenz führender Kirchen und ihrer ökumenischen Gremien. Auch medizinischen Projekten in Nicaragua von baptistischen Missionsvereinen warf das IRD vor, mit den Sandinisten zusammenzuarbeiten, was die Arbeit dieser Institutionen erheblich erschwerte, weil sie dadurch zu Zielscheiben für die Contras wurden.
Nach dem Ende des Kalten Krieges wechselte das Institut seinen Schwerpunkt: Es konzentrierte sich jetzt auf die Einflussnahme in heimischen Kirchengremien und -leitungen in den USA. So führte es 2001 bis 2004 ein Projekt "Reforming America's Churches" durch, in dem es um Spenden warb, mit denen es auf die demokratische Selbstverwaltung von Kirchen Einfluss nehmen konnte, zu denen die Spender möglicherweise nicht einmal gehörten.
Daniel Webster vom anglikanischen Magazin Witness wirft dem Institute on Religion and Democracy vor, für die drohende Spaltung in der Anglikanischen Kirche verantwortlich zu sein.